# Karabo Kula
Karabo Kula, née le 12 juin 2003 au Botswana, est une taekwondoïste botswanaise.
Elle a notamment remporté deux médailles de bronze aux Jeux africains de 2019 et 2023 et une médaille de bronze au Championnat d'Afrique de taekwondo de 2022.

## Palmarès international
| Année | Compétition                        | Lieu            | Résultat | Catégorie         |
| ----- | ---------------------------------- | --------------- | -------- | ----------------- |
| 2019  | Jeux africains                     | Rabat (Maroc)   | 3e       | Moins de 46 kg    |
| 2023  | Jeux africains                     | Accra (Ghana)   | 3e       | Moins de 49 kilos |
| 2022  | Championnat d'Afrique de taekwondo | Kigali (Rwanda) | 3e       | Moins de 49 kilos |